# Кона (Источни Пиринеји)
Кона (фр. Conat) насеље је и општина у јужној Француској у региону Лангдок-Русијон, у департману Источни Пиринеји која припада префектури Прад.
По подацима из 2011. године у општини је живело 54 становника, а густина насељености је износила 2,82 становника/km². Општина се простире на површини од 19,12 km². Налази се на средњој надморској висини од 530 метара (максималној 1.680 m, а минималној 467 m).

## Демографија
| 1962. | 1968. | 1975. | 1982. | 1990. | 1999. | 2011. |
| ----- | ----- | ----- | ----- | ----- | ----- | ----- |
| 33    | 50    | 38    | 45    | 40    | 45    | 54    |

График промене броја становника у току последњих година